# Sprogfamilie
En sprogfamilie er en gruppe sprog, som anses at være i slægt med hinanden derved, at alle disse stammer fra samme sprog, kaldet et grundsprog - evt. også protosprog eller ursprog. Sprog fra samme sprogfamilie har derfor en række fælles kendetegn. Sprogfamilierne med flest modersmålstalende i verden i dag er indoeuropæiske sprog. Sprogfamilien med flest ulige sprog er
niger-kongo-sprog (de)
efterfulgt af austronesiske sprog.
En sprogfamilie kan ofte inddeles i flere undergrupper, eller sproggrupper. Forskellen mellem en sprogfamilie og en sproggruppe er, at protosproget til sprogene i en sprogfamilie ikke har nogen kendte forgængere. For eksempel tilhører dansk sproggruppen germansk, men germansk er en undergruppe af indoeuropæiske sprog, og er derfor ingen sprogfamilie. Den ældste formodede stamfader til dansk er proto-indoeuropæisk, og dansk er derfor medlem af den indoeuropæiske sprogfamilie.
Der findes et meget stort antal sprog i verden. Det formodes, at der endnu er 5000 levende sprog tilbage. Disse sprog er samlet efter indre slægtskabsforhold i et antal sprogfamilier. 
Sprog, som ikke er i familie med noget andet sprog, kaldes isolerede sprog. Et isoleret sprog udgør altså sin egen sprogfamilie.

## Største sprogfamilier
Sprogfamilierne med flest modersmålstalende er følgende:
1. Indoeuropæiske sprog (Europa, Sydvest- og Sydasien)
2. Sino-tibetanske sprog (Østasien)
3. Niger-kongo-sprog (de)
4. Afroasiatiske sprog (Nordafrika, Afrikas horn, Sydvestasien)
5. Austronesiske sprog (Oceanien, Madagaskar)
6. Dravidiske sprog (Sydasien)
7. Altaiske sprog (Asien)
8. Austroasiatiske sprog (Sydøstasien)
9. Tai-kadai-sprog (Sydøstasien)
10. Uralske sprog (Nordasien, Nordeuropa)
11. Kartvelske sprog (Georgien)

## Omstridte sprogfamilier
Foruden de anerkendte sprogfamilier findes et antal hypoteser om forbindelser på højere niveau mellem sprogfamilierne indbyrdes, og disse kan være mere eller mindre omstridte, efter som beviserne ikke er så stærke og entydige, at sprogforskerne har kunnet nå til enighed. Især gælder dette slægtskaber, som formodes at ligge meget langt tilbage i tiden, hvor den historiske lingvistiks komparative metoder ikke helt rækker til bevisførelsen. Flertallet af lingvister, der sysselsætter sig med historisk lingvistik, mener, at der findes en grænse for hvor langt tilbage i tiden, det er muligt at rekonstruere slægtskaber. Det findes dog et antal lingvister, blandt andre Joseph Greenberg og Merritt Ruhlen (de), som forsøger at udnytte metoderne til det yderste eller at finde nye metoder for at kortlægge videre slægtskaber mellem de anerkendte sprogfamilier.
Ret uomstridt er den forskning, som bedrives med den historiske lingvistiks regulære komparative metoder for at forsøge at forbinde to eller flere etablerede sprogfamilier, eller knytte isolerede sprog til en sprogfamilie. Et vedvarende arbejde er i gang - med skiftende fremgang - og der bliver med tiden fastslået eller sandsynliggjort visse slægtsforbindelser, mens andre grupperinger kan miste tidligere tilslutning.
Det mest yderliggående (og derfor omstridte) projekt er at forsøge at rekonstruere et ursprog som en fælles forfader til alle nutidens menneskelige sprog - et i sprogteoretisk terminologi grundsprog.
Monogeneseteori (en)-tanken at alle sprog faktisk har en fælles oprindelse, synes nærliggende ud fra hvad vi formoder at vide om menneskets og sprogets oprindelse, men dette ursprog må i givet fald ligge årtusinder eller flere hundrede tusinder år tilbage i tiden. Det er ifølge de fleste lingvister tvivlsomt, om det er meningsfuldt at overhovedet forsøge at finde spor af et sådant sprog. Trods dette gør visse forskere med Merritt Ruhlen i spidsen krav på at have rekonstrueret nogle ord fra proto-sproget.

### Makrofamilier ~ omstridte familier
- Eurasiatiske sprog (de)
- Nostratiske sprog
- Austriske sprog (de)
- Amerindiske sprog (de)
- Indo-pacifiske sprog (de)
- Dene-kaukasiske sprog
- Ural-altaiske sprog (de)

## 'Isolerede' sprog mm.
I Sydamerika (særligt Amazonas) og i Papua New Guinea findes der dusinvis af sprog som ikke kan klassificeres i nogen kendt sprogfamilie – såkaldte isolerede sprog.
- Afrika
  - hadza (Tanzania)
  - laal (Sudan)
  - bangi me
  - mpra

- Europa
  - baskisk
  - Etruskisk (uddødt)

- Asien
  - burushaski
  - ainu sprog
  - nivkhisk sprog
  - Sumerisk (uddødt)

- Oceanien
  - maisin sprog
  - porome sprog

- Nordamerika
  - keresansk sprog
  - kutenai sprog
  - zuni sprog
  - chitimacha sprog

- Mellemamerika
  - purepecha sprog (eller taraskisk)
  - xinca sprog
  - tekistlatekisk (eller Oaxaca chontal)
  - huave sprog

- Sydamerika
  - jivaro
  - mura-pirahã
  - mapudungun
  - nadëb sprog